# エギナのネクタリオス

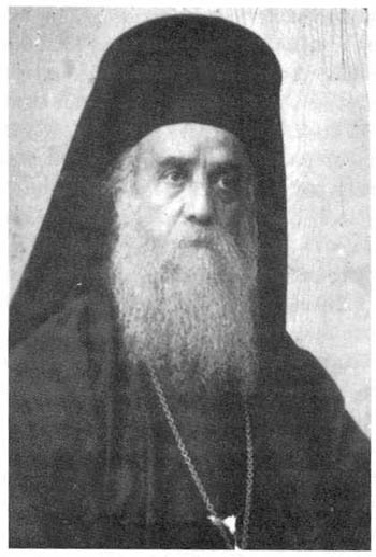
エギナの聖ネクタリオス。リヤサ（ラソ）を着用し、クロブークを被っている。

エギナの聖ネクタリオス（ギリシア語: Άγιος Νεκτάριος Αιγίνης, 英語: Saint Nektarios of Egina、1846年 - 1920年）は、正教会の聖人。日本正教会で多用される教会スラヴ語由来の転写ではネクタリイ。
修道院の設立と指導、数多くの著述、信徒の精神的指導、および数々の奇蹟によって知られる。神学者、哲学者、詩人、教育者、禁欲主義者、神秘主義者などと称されるほどの多才な面があった。歌詞は公祈祷の祈祷文によるものではないが、全世界の正教会で愛唱される聖歌『アグニ・パルセネ』（ギリシア語: Αγνή Παρθένε）を作曲してもいる。

## 生涯
1846年10月1日、トラキアのシリヴリアの貧しい家庭に生まれた。生まれた際の俗名はアナスタシオス・ケファラス（ギリシア語: Αναστάσιος Κεφαλάς）。14歳のとき、働きつつ教育を受けるためにコンスタンディヌーポリに移住。1866年からはキオス島の学校で教えつつそこに7年間住み、30歳で修道士となる。3年後、輔祭となり、ネクタリオスの名を与えられる。1885年にアテネ大学を卒業。大学時代から、多くの聖書註解を含む多くの著述を行う。
アレクサンドリアで司祭に叙聖され、カイロの教会に奉職。これは名誉ある職分であった。1889年に敬神の念と説教者としての実力、牧会能力が評価され、総主教ソフロニオスによりペンタポリス (現在のリビアにあるキレナイカの古代の教区) 府主教に叙聖される。すぐにネクタリオスの人望が高まるが、その声望を妬んだ聖職者達によって噂が立てられ、噂を信じてネクタリオスの弁明を聞かなかった総主教ソフロニオスにより、弁解の機会も与えられず教会裁判の手続きも経ず、エジプトから追放される。1891年にギリシャに戻り、何年かを説教者として過ごす。
1894年にアテネ・リザリオス教会学校の校長を任ぜられ、15年間在職しこの間多くの著作をのこす。1904年には何人かの修道女の求めに応じ、エギナ島に至聖三者女子修道院を設立する。1908年12月に神学校校長の職を辞し、エギナ島の至聖三者女子修道院に一修道士として隠棲する。ここでも著述を行い、精神的指導を求めて来る近隣の人々の痛悔を聞いた。
1920年11月9日、永眠。永眠後の遺体の傍らで、重病人が快癒する奇蹟が起きたと伝えられている。埋葬式には多くの人がギリシャ・エジプト全土から訪れた。1961年4月20日に列聖。生前からネクタリオスを聖人とみる人々が多かったが、正式な列聖はこの日に行われた。